# Joo Hyun-young
Dans ce nom coréen, le nom de famille, Joo, précède le nom personnel.
Kim Hyun-young , dite Joo Hyun-young (hangeul : 주현영 ; RR : Ju Hyeonyeong ; MR : Chu Hyŏnyŏng), est une actrice et animatrice sud-coréenne, née le 14 janvier 1996 à Paju (Gyeonggi).
Depuis son apparition dans Saturday Night Live Korea en 2019, elle se distingue par son talent comme une actrice révélatrice de la génération MZ (ko), nouveau mot sud-coréen faisant référence à la génération Y et à la génération Z.

## Biographie

### Jeunesse et formation
Kim Hyun-young, (hangeul : 김현영 ; RR : Gim Hyeonyeong ; MR : Kim Hyŏnyŏng) naît le 14 janvier 1996 à Paju, dans la province de Gyeonggi. Issue d'une famille religieuse, son père est un architecte,. Elle grandit avec ses deux sœurs jumelles de sept ans d'écart.
Jeune, elle rêve d'être pianiste, puis change d'avis : être « une actrice qui dégage ce genre d'énergie » et, malgré l'opposition de son père, elle s'inscrit au lycée d'Arts de Séoul,, puis département des arts du spectacle à l'université Kookmin,, d'où elle sort diplômée en 2016.

### Carrière

#### Débuts
En 2015, Kim Hyun-young apparaît pour la première à la télévision, un rôle mineur dans la série historique Shine or Go Crazy sur la chaîne MBC,.

« C'est ma première fois, mais ce n'est pas la première. Je travaillais en temps partiel comme figurante, à 20 ans. J'ai joué une kisaeng dans Shine or Go Crazy. (…) Mais, à cette époque, j'étais figurante et je ne voulais pas me faire passer inaperçue. Le réalisateur et Jang Hyuk étaient là, ils surveillaient tous les deux, et j'étais curieuse de savoir à quoi je ressemblais, alors j'ai regardé l'écran à côté d'eux, en faisant : « Tiens, tiens, tiens, ahh ». »

— Joo Hyun-young,
Après la série Govengers (2018), elle apparaît dans le court métrage Did You Missed Me de Lee Kyung-won,.

#### Révélations: une étoile montante
Fin septembre 2021, elle fait irruption avec le personnage dynamique, immature et inexpérimenté, la « reporter Joo » (주 기자), sur la scène de l'émission Saturday Night Live Korea (en) (SNL 코리아), renouvellement diffusée sur la plateforme Coupang Play.

« En fait, je pensais faire de mon mieux pour ne pas le regretter, même en cas d'échec. Mon objectif était au moins de faire connaître mon existence, et, heureusement, j'ai réussi. (…) Au début, je n'y croyais pas, et j'étais plutôt indifférente. Quand je l'ai dit à mon père, il était heureux et avait les larmes aux yeux pour la première fois. Jusqu'à maintenant, mon père ne m'avait jamais soutenu le jeu d'actrice. Je crois que c'est à ce moment-là que j'ai pleuré avec lui et que c'était réel. »

— Joo Hyun-young, à propos du jour de son audition
Sa performance a enchaîné une controverse la qualifiant trop « réaliste » du fait que cette « satire légère », selon les stagiaires du journal Hankook Ilbo, « rabaisse les femmes qui débutent dans la société ». Elle y a imité Kim Keon-hee, l'épouse du président, Yoon Suk-yeol, et entretenu avec les candidats, tels que Sim Sang-jung, Yoon Seok-yeol, Lee Jae-myung et Hong Joon-pyo, à propos de l'élection présidentielle. Elle y continue avec succès jusqu'à la dernière émission de la quatrième saison, en septembre 2023.

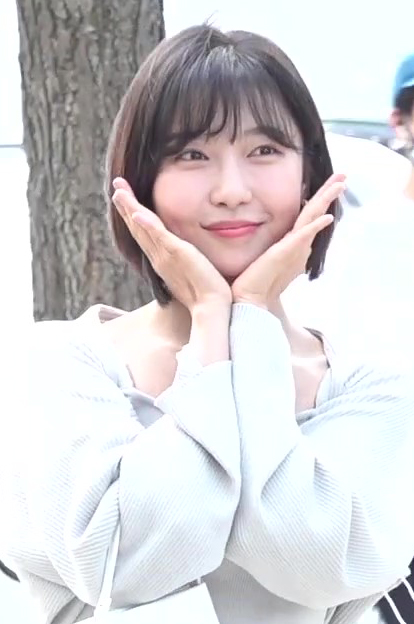
Joo Hyun-young en 2022.

Début avril 2022, elle est annoncée dans le rôle de Dong Geu-ra-mi, la meilleure amie de Woo Young-woo — avocate autiste (interprétée par Park Eun-bin) — et employée du restaurant à temps partiel, dans la série juridique Extraordinary Attorney Woo,. Elle est choisie par le réalisateur, Yoo In-shik, qui lui même a offert ce rôle. Grâce à son personnage à l'esprit vif et son jeu d'actrice, elle reçoit des critiques élogieuses. Elle s'y est montrée « très investie », selon Im Sung-jae, celui incarnant le propriétaire du restaurant de sushis. Début juin, elle est choisie pour incarner une des quatre employés d'une agence de gestion des talents, appelée Method, aux côtés de Lee Seo-jin, Kwak Sun-young et Seo Hyun-woo, dans la série dramatique Behind Every Star, nouvelle version de la série française Dix pour cent (2015-2020).
Fin mars 2023, elle est choisie pour incarner Sa-wol dans la série à la fois romantique et fantastique The Story of Park's Marriage Contract qui a pour thème du mariage de sa meilleure amie, Park Yeon-woo (interprétée par Lee Se-young) et de Kang Tae-ha (par Bae In-hyuk), inspiré du webtoon du même titre,. Le premier épisode commence le 24 novembre, sur MBC, et se place au sommet des Weekend Drama, ce qui réalise un excellent départ. Pour son personnage, elle remporte le prix de la meilleure nouvelle actrice à la cérémonie des MBC Drama Awards, le 30 décembre, et y déclare être « reconnaissante envers l'équipe de production » . Le 29 avril, elle fait une apparition exceptionnelle, avec Ha Yoon-kyung, Joo Jong-hyuk, Moon Sang-hoon et Im Sung-jae — ces acteurs de la série Extraordinary Attorney Woo, dans le deuxième épisode de la troisième saison de la série médicale Dr. Romantic dans les rôles de nouveaux médecins en entretien avec le professeur Kim Sa-boo (interprété par Han Suk-kyu) à l'hôpital Doldam. Le 18 octobre, elle apparaît également dans le dixième épisode de la série thriller The Kidnapping Day, aux côtés de Kang Young-seok. Elle y joue dans le rôle d'une employée du magasin pour pièces informatiques, une telle présence qui a ravi les téléspectateurs.
Début février 2024, en même temps que Jeon Bae-soo et Choi Bo-min, elle est révélée dans le rôle d'une youtubeuse en plein tournage du film d'horreur, Ghost Train, signé Tak Se-woong. Ce film est sélectionné au Festival du film de Busan et y reçoit des critiques favorables auprès du public. le 26 février, elle fait une apparition surprise dans le premier épisode de la série romantique Impossible à marier, sur TVN.

### Vie privée
En décembre 2023, Joo Hyun-young avoue avoir construit une maison de rêve pour ses parents à Séoul,

## Philanthropie
Á la mi-février 2023, Joo Hyun-young fait don de 30 millions won à la Hope Bridge National Disaster Relief Association pour aider les victimes de séismes en Turquie et en Syrie et y reçoit des critiques favorables auprès du public.

## Filmographie

### Cinéma

#### Longs métrages
- 2019 : Two Person At The Same Town 3 (동명이인 프로젝트 시즌3) de Lee Kyung-won (séquence : Did You Missed Me (내가 그리웠니)
- 2024 : Amazon Bullseye (동명이인 프로젝트 시즌3) de Kim Chang-joo : l'interprète (caméo)
- 2024 : Ghost Train (괴기열차) de Tak Se-woong : Da-kyeong

### Télévision

#### Séries télévisées
- 2015 : Shine or Go Crazy (빛나거나 미치거나) : une kisaeng (première apparition)[5],[9]
- 2018 : Govengers (고벤져스) : Ange (12 épisodes)
- 2019-2021 : Bad Mistake (일진에게 찍혔을 때) : Ahn Yoo-na (15 épisodes))
- 2022 : Extraordinary Attorney Woo (이상한 변호사 우영우) : Dong Geu-ra-mi (16 épisodes)
- 2022 : Returning student: Straight-A, but F in Love (복학생: 학점은 A지만 사랑은 F입니다) : elle-même (8 épisodes)
- 2022 : Behind Every Star (연예인 매니저로 살아남기) : So Hyeon-joo  (12 épisodes)
- 2023 : Dr. Romantic (낭만닥터 김사부) : une de médecins en entretien à l'hôpital Doldam (caméo ; saison 3, épisode 2)
- 2023 : The Kidnapping Day (유괴의 날) : la dépanneuse (caméo ; saison 1, épisode 10)
- 2023 : The Story of Park's Marriage Contract (열녀박씨 계약결혼뎐) : Sa-wol (12 épisodes)
- 2024 : Impossible à marier (웨딩 임파서블) : Hong Na-ri (caméo ; saison 1, épisode 1)
- 2024 : No Gain No Love (손해 보기 싫어서) : Eom Ji-hye (caméo)

#### Émissions
(en tant qu'animatrice)
- 2021-2023 : Saturday Night Live Korea (en) (SNL 코리아, 4 saisons)
- 2024 : Crime Scene Returns (en) (크라임씬)

## Distinctions

### Récompense
- Baeksang Arts Awards 2022 : meilleure animatrice dans l'émission Saturday Night Live

### Nominations
- Baeksang Arts Awards 2023 :
  - Meilleure animatrice dans l'émission Saturday Night Live
  - Meilleure actrice pour le rôle de Dong Geu-ra-mi dans la série Extraordinary Attorney Woo